# Fracture (film 2010)
Fracture è un film televisivo del 2010 diretto da Alain Tasma tratto dal romanzo Ils sont votre épouvante et vous êtes leur crainte di Thierry Jonquet.

## Trama
Anna Kagan, giovane professoressa di storia e geografia, viene mandata ad insegnare in una scuola difficile a Certigny, un banlieu noto per numerose problematiche tra cui il traffico di droga, la povertà e la disoccupazione. L'insegnante si ritrova a fare i conti con studenti difficili, la maggior parte dei quali fanno parte della comunità di origine straniera.
Nel frattempo il giovane Lakdar Abdane, ottimo studente portato per il disegno, vede sfumare tutti i suoi sogni quando perde l'uso della mano destra a causa di una frattura curata male. Costretto ad imparare a scrivere con la mano sinistra il giovane si lascia andare alla disperazione, abbandona gli studi e precipita in un incubo.